# Nati nel 1437
| Questa pagina contiene informazioni ricavate automaticamente dalle voci biografiche con l'ausilio del template Bio e di un bot. L'aggiornamento è periodico e automatico e ricostruisce completamente la pagina. Se manca una persona in questa lista, sei pregato di non aggiungerla, ma accertati piuttosto che la sua voce biografica contenga il template Bio e che i dati anagrafici siano correttamente compilati. Se il template Bio manca, inseriscilo tu stesso o, in alternativa, metti l'avviso {{tmp\|Bio}} che ne segnala la mancanza. Se i dati riportati sono sbagliati, correggi direttamente la voce biografica; le modifiche saranno visibili in questa lista entro pochi giorni. Per chiarimenti vedi il progetto biografie. La lista contiene solo le 19 persone che sono citate nell'enciclopedia e per le quali è stato implementato correttamente il template Bio. Pagina aggiornata al 26 lug 2025. |

- 5 gennaio - Annio da Viterbo, religioso, umanista e falsario italiano († 1502)
- 7 marzo - Anna di Sassonia, principessa tedesca († 1512)
- 13 aprile - Francesco Pucci, politico italiano († 1518)
- 2 maggio - Filippo Buonaccorsi, umanista e scrittore italiano († 1496)
- 1º giugno - Pier Filippo Pandolfini, politico italiano († 1497)
- 6 agosto - Guglielmo de' Pazzi, politico italiano († 1516)
- 30 settembre - Drusiana Sforza, nobile († 1474)
- 4 ottobre - Giovanni IV di Baviera, duca tedesco († 1463)
- 7 ottobre - Sohye di Joseon, regina coreana († 1504)
- 9 novembre - Giovanni Lanfredini, banchiere e politico italiano († 1490)
- 26 dicembre - Luigi Capra, vescovo cattolico italiano († 1499)
- Isaac Abrabanel, politico, filosofo e rabbino portoghese († 1508)
- Ambrogio da Rosate, medico e astrologo italiano († 1522)
- Ambrosino da Tormoli, pittore italiano
- Francesco di Simone Ferrucci, scultore italiano († 1493)
- Joost de Lalaing, nobile e militare olandese († 1483)
- Alessandra di Pomerania-Stolp, nobile († 1451)
- Jan di Rabštein, scrittore e presbitero boemo († 1473)
- Angelo di Giovanni da Verona, scultore italiano († 1508)